# Замок Шанкілл
Замок Шанкілл (англ. Shankill Castle) — один із замків Ірландії, розташований в графстві Кілкенні, на кордоні з графством Карлоу, біля селища Полстаун. Біля замку є відомий парк Шанкілл, що є пам'яткою паркової архітектури. Замок та парк популярні серед туристів, в замку та в парку проводяться екскурсії.

## Історія замку Шанкілл
Перший замок Шанкілл збудувала аристократична родина Батлер у 1450 році. Потім замок неодноразово перебудовувався і з оборонної споруди перетворився в заміську резиденцію аристократа. Спочатку замок являв собою башту, яка стояла біля церкви. Нині від церкви лишилися тільки руїни. Петер Айлвард купив навколишні землі в родини Батлер — він був одружений з жінкою з родини Батлер. Купівля відбулась в 1708 році. Петер Айлвард перебудував замок, облаштував і облагородив навколишні землі, прорив канали. У ХІХ столітті замок Шанкілл був розширений, були добудовані зубчасті стіни, змайстрували сонячний годинник біля замку. Великі реставраційні роботи в замку велися 1828 року. Потім був впорядкований ґанок в ґотичному стилі з гербом родини Айлвард, був розбитий зимовий сад. Будівництво воріт, двору приписується архітектору Даніелю Робертсону. Частину будівель приписують архітектору Вільяму Робертсону (1770—1850). Інтер'єр замку зберіг колорит XVIII століття, включає сходи, збудовані в георгіївському стилі, готичну ліпнину, вітальню в вікторіанському стилі. Замок пов'язують з родиною Флуд, родиною Гілі, що були пов'язані з сером Персом Батлером.
Родина Толер-Айлвард вважається гілкою родини Батлер. Родина проживала в замку до 1991 року, деякі родичі Толер-Айлвардів досі живуть в графстві Кілкенні. У замку Шанкілл жила художниця Елізабет Коуп.
Про замок є низка легенд — буцім то в замку і біля нього — на цвинтарі ХІ століття неодноразово бачили привидів. Розповідають легенду про «Вбивство під час Таємної вечері», що очевидно, було вигадкою і не мало під собою якихось історичних подій.

## Історія парку Шанкілл
Парк навколо замку Шанкілл був розбитий в XVIII столітті. Збереглися старі екзотичні дерева та газони, облаштовані в ХІХ столітті. Серед старих дерев є гігантська секвоя, старі ясени. Такі дерева були популярні в парках у вікторіанську епоху. У парку є розарій, хвойні дерева, привезені з далекої Аляски, весняний сад, квітник, що цвіте протягом цілого року. Є живоплоти, арка з живих яблунь, тюльпановий квітник, скульптури. У парку є 3 відомих дерева, що включені в Реєстр дерев Ірландії — секвоя гігантська, два кипариса великоплідних.